# Strašín

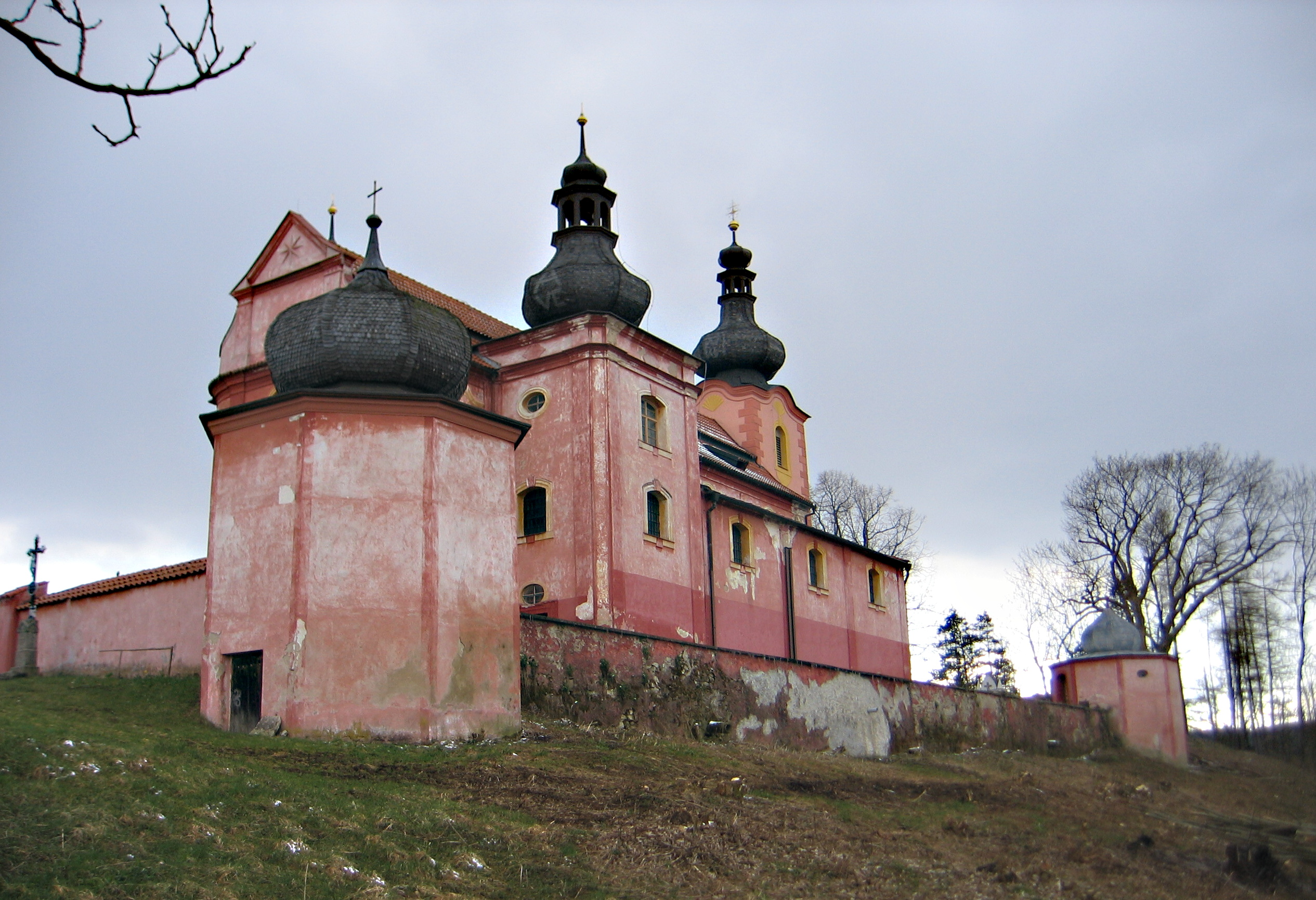
Kirche Mariä Geburt

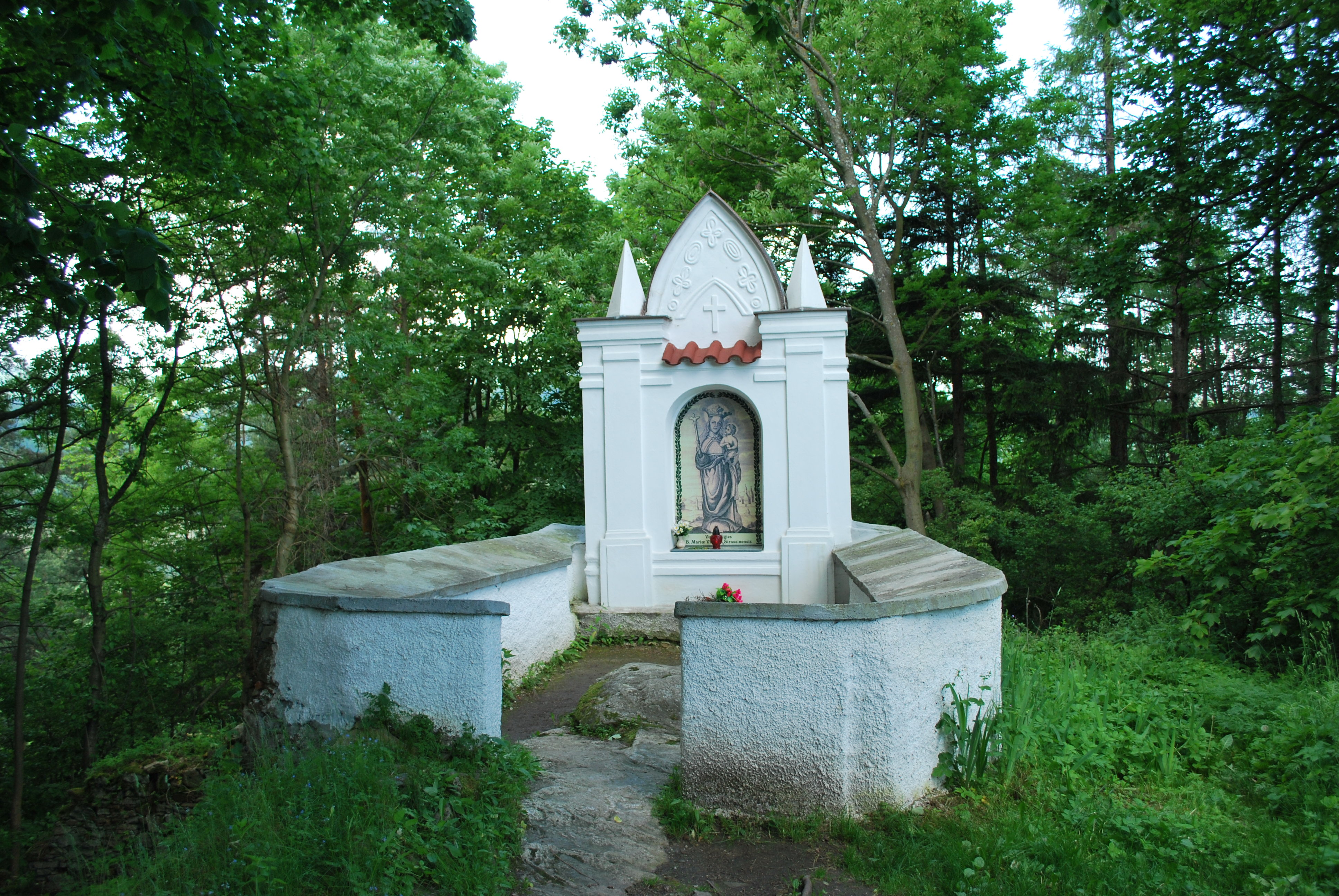
Kapelle der Offenbarung

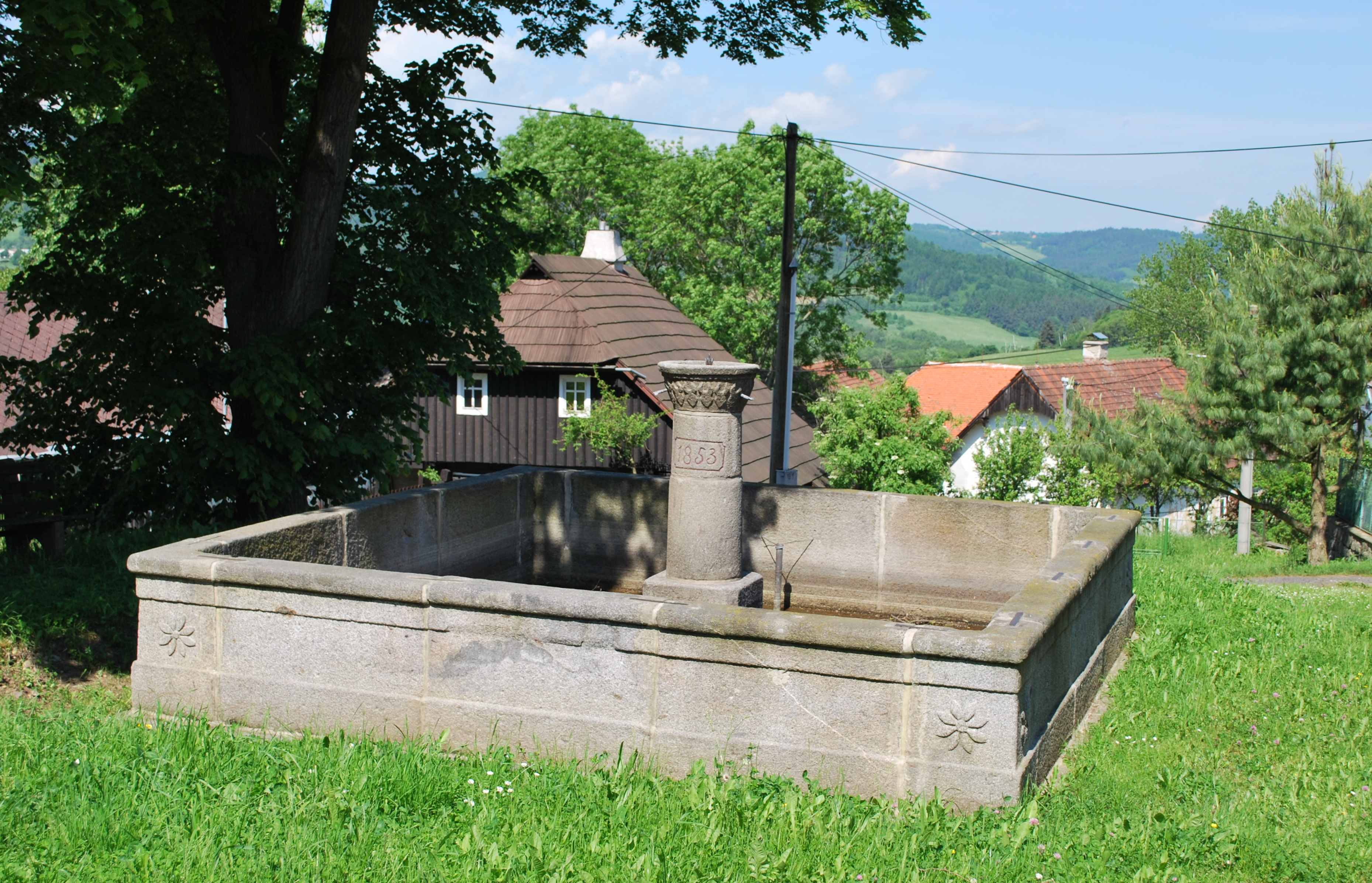
Brunnen in Strašín

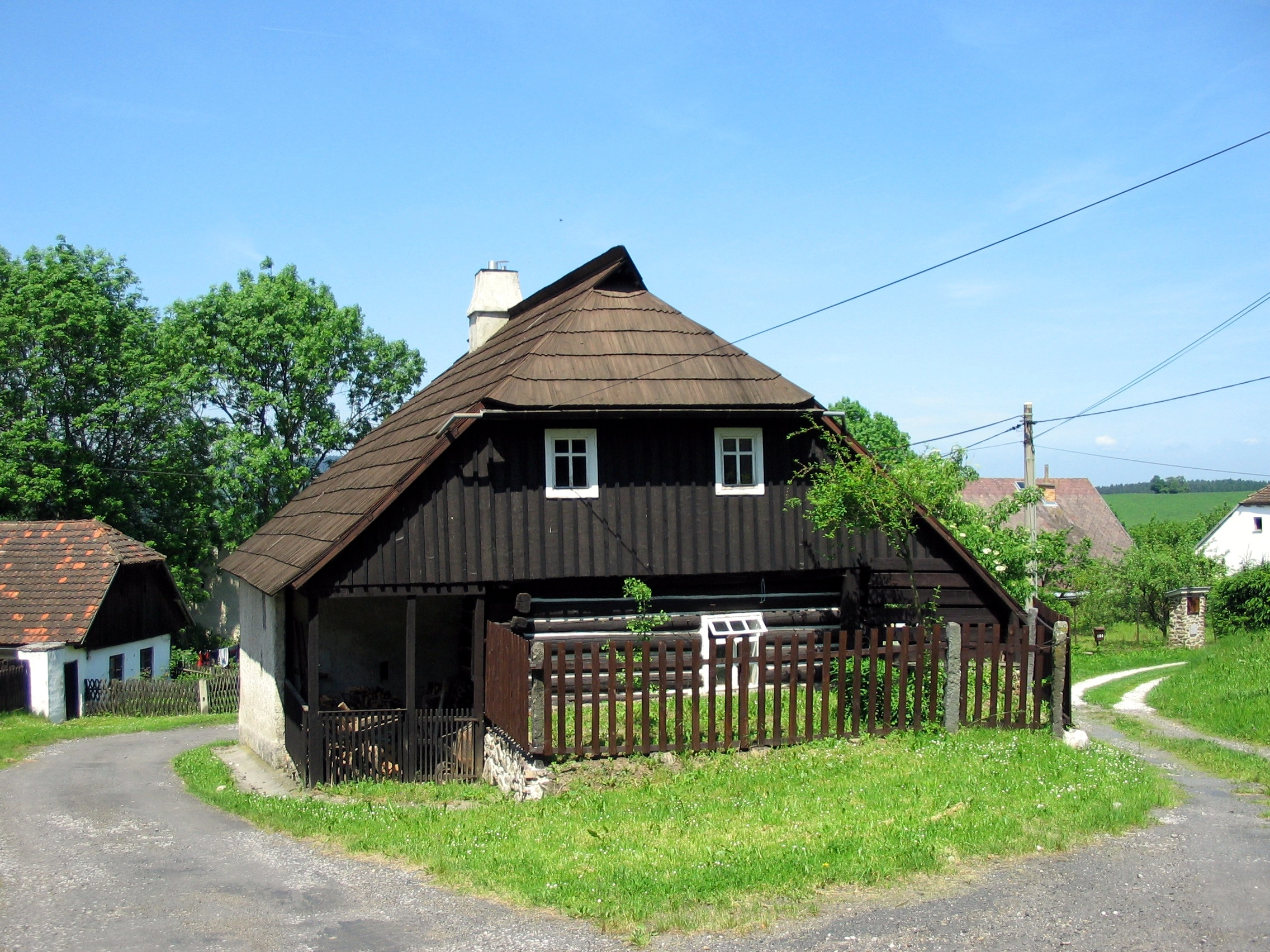
Chaluppe Strašín Nr. 29

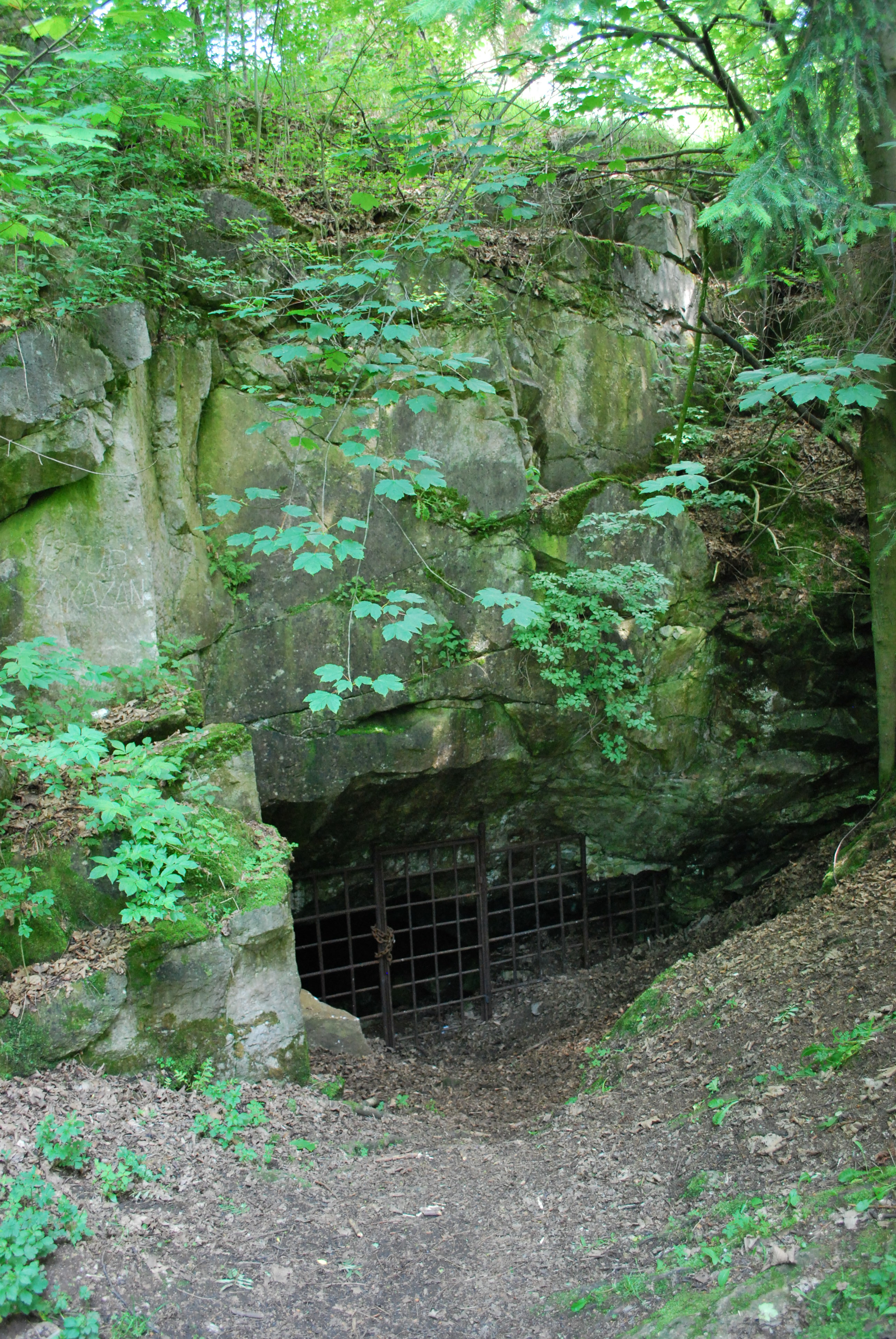
Eingang zur Strašínská jeskyně

Strašín (deutsch Straschin, auch Traschin) ist eine Gemeinde in Tschechien. Sie liegt acht Kilometer nordöstlich von Kašperské Hory und gehört zum Okres Klatovy.

## Geographie
Strašín befindet sich am Rande des Naturparks Kašperská vrchovina in den Šumavské podhůří (Böhmerwaldvorland). Das Dorf liegt auf einer Anhöhe rechtsseitig über dem Tal des Baches Zábrdský potok (Straschiner Bach). Nordöstlich erheben sich der Stráň (720 m) und der V Luhu (711 m), im Osten der Na Doubku (737 m) und die Malečská hora (833 m), südlich der Na výškách (711 m), der Javorník (Jawornik, 1066 m) und der Královský kámen (Königsstein, 1058 m), im Südwesten der Svatý Jan (1047 m), der Ždánov (Zosumberg, 1064 m) und die Hůrka, westlich die Skalice (672 m) und die Vápenice (734 m) sowie im Nordwesten der V Sedle (648 m). Gegen Nordosten entspringt der Novosedelský potok. Durch Strašín führt die Staatsstraße II/171 zwischen Sušice und Vacov, von der im Ort die Straße II/172 nach Katovice abzweigt. Strašín liegt am Pilgerweg Via Nova.
Nachbarorte sind Podskalí, Žihobce und Věštín im Norden, Obnoží, Damíč, Damíčské Chalupy, V Chaloupkách und Soběšice im Nordosten, U Poulů, Parýzek, Lhota pod Kůstrým, Nahořánky, Na Buku, Hrbeček, Maleč und U Studničky im Osten, Vrbice, Milíkov und Lhota nad Rohanovem im Südosten, Zuklín, Podzuklín und Lazny im Süden, Pohorsko, Ždánov, Papírna, Kavrlík und Žlíbek im Südwesten, Nezdice na Šumavě und Parezí im Westen sowie Šimanov, Strádal, Napajedla, U Pily, Zavadílka, Hamr und Rozsedly im Nordwesten.

## Geschichte
Strašín wurde wahrscheinlich im 13. Jahrhundert durch die Witigonen gegründet. Der Ortsname leitet sich entweder von einer Person namens Stráša her oder wurde nach einem Wachposten (stráž) am Passauer Steig benannt. Daneben gibt es noch Ableitungsversuche von strašné (schrecklich) und strašidelné (unheimlich), die auf der Legende über ein altes Buch in der Žihobetzer Kirche basieren, in dem in Latein niedergeschrieben sein soll Strašeň locus horribilis.
Die erste schriftliche Erwähnung von Strahen erfolgte in einer Urkunde vom 12. März 1254, als die Kirche unter die Verwaltung der Johanniterkommende Strakonitz gestellt wurde und der bestellte Pleban Nikolaus das Versprechen zum Erhalt des Vermögens der ihm anvertrauten Kirche leistete. In dieser Zeit ließen die Herren von Krumau wahrscheinlich gegenüber dem Dorf auf dem Felssporn Na výškách eine Schutzburg errichten. 1274 verkaufte Witiko II. von Krumau das Dorf Strazen einschließlich zweier Mühlen und Land an eine Pragerin Christina und deren Sohn Nikolaus. Im Jahre 1279 erwarb der Prior der Strakonitzer Kommende Strazen einschließlich des Zubehörs für 100 Mark von Christina und erwarb wenig später von Witiko II. noch den Wald oberhalb des Dorfes für 20 Mark. Später wurde das Gut Strazen Teil der Burgherrschaft Raby. 1369 wurde die Kirche erstmals als Pfarr- und Wallfahrtskirche bezeichnet. Ab 1380 wurde das Dorf Strassin genannt. Während der Hussitenkriege wurden die Bewohner von Strassin utraquistisch. Die Kirche auf der Hůrka blieb weiterhin katholisch, jedoch unterbanden die Utraquisten die Marienwallfahrten und ließen die Kirche schließen.
Puta von Fels auf Raby ließ die Wallfahrtskirche 1443 im gotischen Stil erneuern und mit einer neuen Madonnenfigur versehen. Später gelangte Strassin zusammen mit Burg Raby an den Familienzweig der Švihovský von Riesenberg. Im Jahre 1545 verpfändeten Půta Švihovský von Riesenbergs Söhne Jindřich und Břetislav wegen Überschuldung ihre Anteile an Strassin an Bernhard Kotz von Dobrz. Wenig später konnten sie das Gut wieder auslösen, mussten es jedoch schließlich 1547 an Christoph Kotz von Dobrz verkaufen. Nachfolgender Besitzer von Strassin wurde Wenzel Kotz von Dobrz; er wurde 1609 von Ludmilla Kotz von Chudenitz beerbt, die das Gut Strassen mit der Herrschaft Žihobec vereinigte. Sie verkaufte Žihobec mit Strassyn 1617 an Jaroslav Pinta Bukovanský von Bukovany. Dieser stand während des Ständeaufstandes von 1618 auf Seiten der Aufständischen. 1619 kam es bei Strassyn zu einem blutigen Scharmützel, als ein Ständeheer eine plündernde Abteilung kaiserlicher und ungarischer Truppen überfiel und sämtliche kaiserlichen Soldaten niedermetzelte.
Im September 1620 besetzte der kaiserliche Feldherr Baltasar von Marradas das Gut. Nach der Schlacht am Weißen Berg wurde die Herrschaft Žihobec mit der Feste Žihobec, der Brauerei Žihobec, zwei Mühlen, den Meierhöfen Žihobec und Rozsedly sowie den Dörfern Žihobce, Věštín, Rozsedly, Strassyn und Anteilen von Kadešice, Šimanov, Ostružno, Nezdice, Zosum und Maleč 1623 durch Kaiser Ferdinand II. konfisziert und dem kaiserlichen Obristen Martin de Hoeff Huerta übereignet. Die Pfarre Žihobce erlosch nach dem Dreißigjährigen Krieg und wurde der Pfarre Strassyn als Filiale zugewiesen. Nach de Hoeff Huertas Tod wurde Antonio Lopez de Gradina Besitzer der Herrschaft, anschließend wechselten sich drei weitere ehemalige kaiserliche Offiziere, die sämtlich außerhalb Böhmens lebten, als Besitzer ab. Die erste Erwähnung einer Schule in Strassyn erfolgte 1677. Der Kantor verdiente sich seinen Lebensunterhalt zu dieser Zeit durch Weberei.
1688 erwarb Ferdinand Freiherr von Lanau und Iselin († 1700) die Herrschaft Žihobec. Er ließ das Schloss Žihobec erneuern und verlegte seinen Sitz dorthin. Seine Witwe Anna Franziska erweiterte die Herrschaft noch um das kleine Gut Stradal, das nur aus einem Hof bestand. Im Jahre 1710 kaufte Johann Philipp von Lamberg die Herrschaft Žihobce mit den Dörfern Žihobce, Nezdice, Ostružno, Rozsedly, Věštín, Strašín und Zosum einschließlich des angeschlossenen Gutes Stradal von Anna Franziska von Iselin, die inzwischen in die Krain verzogen war, und schlug sie seiner Herrschaft Žichovice zu. Ihn beerbte Franz Anton Reichsfürst von Lamberg, der die vereinigten Güter im Jahre 1716 zu einem Fideikommiss erhob. Im Theresianischen Kataster von 1757 sind für Strassyn 23 bäuerliche Anwesen sowie zwei Müller und ein Schmied aufgeführt. 1760 erbte Franz Antons Sohn Johann Friedrich Reichsfürst von Lamberg die Herrschaft, er verstarb 1797 ohne Nachkommen. Die Reichsfürsten von Lamberg lebten auf ihren Schlössern in Oberösterreich; ihren Besitz im Vorland des Böhmerwaldes ließen sie vom Schloss Žichovice aus verwalten. 1778 wurden in der einklassigen Dorfschule von Strassyn 131 Kinder unterrichtet. Durch das Erlöschen der reichsfürstlichen Linie von Lamberg fielen deren Würde, Güter und Ämter 1804 an Johann Friedrichs Neffen Karl Eugen († 1831) aus der jüngeren Linie der Lamberger, der damit zum Reichsfürsten von Lamberg, Freiherrn von Ortenegg und Ottenstein auf Stöckern und Amerang erhoben wurde. Dieser ließ das Schloss Žihobce als Nebenresidenz wiederherstellen. In den nachfolgenden Jahren entstand in den Wäldern im Grund zwischen der Hůrka und dem Na výškách am Zusammenfluss des Zábrdský potok mit dem Zuklínský potok die Chalupnersiedlung W Lasnách (Lazny), deren Name sich von ihrer Gründung auf einem Laßraum herleitet. Karl Eugena ältester Sohn Gustav Joachim Fürst von Lamberg († 1862) trat das Erbe 1834 an.
Im Jahre 1838 bestand Straschin aus 59 Häusern mit 468 tschechischsprachigen Einwohnern. Unter dem Patronat der Obrigkeit standen die Pfarrkirche Mariä Geburt, die Pfarrei, die Schule und die Begräbniskapelle der hl. Barbara. Außerdem gab es im Ort ein Wirtshaus. Abseits lagen am Nestitzer Bach in Richtung Rosed (Rozsedly) eine Dominikalmühle und zwei Rustikalmühlen, zu denen jeweils auch Brettsägen gehörten. Zu Straschin konskribiert war die aus 18 größtenteils unbefelderten Chaluppen bestehende Einschicht W Lasnách (Lazny). Die Pfarrei besaß ein Haus in Nahořan (Nahořánky). Bei Straschin wurde ein Kalkbruch betrieben. Straschin war Pfarrort für Nestitz, Wieschtin (Věštín), Pohoř, Maletsch (Maleč), Nahořan und Cuklin (Zuklín). 1849 war das Dorf auf 62 Häuser mit 560 Einwohnern angewachsen, in Straschin gab es fünf Müller sowie mehrere Handwerker und andere Gewerbetreibende. Bis zur Mitte des 19. Jahrhunderts blieb Straschin immer der Fideikommissherrschaft Schichowitz samt den Gütern Raby, Budietitz, Žihobetz und Stradal untertänig.
Nach der Aufhebung der Patrimonialherrschaften bildete Strašeň / Straschin ab 1850 mit den Ortsteilen Lazny, Pohorsko, Věštín und Zuklín eine Gemeinde im Gerichtsbezirk Schüttenhofen. Da die alte Schule zu klein geworden war, erfolgte zwischen 1854 und 1856 der Bau eines neuen Schulhauses. 1856 wurde darin der zweiklassige Unterricht für die 256 Schüler aufgenommen. Am 6. Januar 1855 heiratete Gustav Joachim von Lamberg in Strašeň nach der Aufhebung seines Heiratsverbotes seine Geliebte Kateřina Hrádková; wegen der unstandesgemäßen Heirat machte ihm die Verwandtschaft den Fürstentitel und den damit verbundenen Besitz streitig. Ab 1868 gehörte die Gemeinde zum Bezirk Schüttenhofen. Nachdem Josef Friedrich Emil von Lamberg 1878 als Erbe ausgeschlossen worden war, wurde das Erbe schließlich Rudolf Graf Lamberg aus dem ungarischen Familienzweig der Lamberg zugesprochen. Ab 1875 wurde in der Straschiner Schule in drei Klassen, ab 1883 in vier Klassen und ab 1888 in fünf Klassen unterrichtet. 1908 wurde am Weg zur Kirche am südwestlichen Ortsrand ein neuer Friedhof angelegt. 1890 löste sich Pohorsko von Strašeň los und bildete eine eigene Gemeinde. Die Freiwillige Feuerwehr wurde 1903 gegründet. Beim Zensus von 1910 hatte Strašeň 829 Einwohner. Im selben Jahre wurde im Ort eine gewerbliche Fortbildungsschule eingerichtet. Im Jahre 1921 lebten in dem Ort 971 Personen. 1924 wurde der amtliche tschechische Name der Gemeinde in Strašín abgeändert. Im selben Jahre wurde auf dem neuen Friedhof ein Denkmal für die Gefallenen des Ersten Weltkrieges enthüllt. Am nordöstlichen Ortsausgang entstand 1928 die neue Siedlung Veselíčko bzw. Na Veselíčku. Nach dem Tode von Kunibert Lamberg erbten 1929 infolge der nach der Gründung der Tschechoslowakei erfolgten Abschaffung des Fideikommissrechtes dessen Witwe und die drei Töchter den Besitz. Anfang 1945 kamen 222 deutsche Flüchtlinge aus Schlesien nach Strašín, sie wurden in der Schule einquartiert. 1946 wurde die Familie Lamberg enteignet.
Im Jahre 1948 wurde die Elektrifizierung des Dorfes abgeschlossen. Am 17. April 1950 erfolgte die Eingemeindung von Nahořánky. 1954 entstand in Strašín eine Schulspeisung. Zwei Jahre später wurde die Schule renoviert, anlässlich ihres 100. Jubiläums erhielt sie den Namen Achtklassige Mittelschule „Karel Klostermann“. 1957 erfolgte die Gründung der JZD Strašín. Im selben Jahre begann der Umbau des Hauses Nr. 16 zum Kulturhaus, der 1960 abgeschlossen wurde. Im Zuge der Aufhebung des Okres Sušice wurde Strašín 1960 dem Okres Klatovy zugeordnet, die Nachbargemeinde Maleč kam dabei zum Okres Prachatice. 1965 wurde das neue Feuerwehrhaus fertiggestellt und das Gefallenendenkmal vom Friedhof in den Park am Gemeindeamt versetzt. Die Kapelle der hl. Barbara wurde 1969 instand gesetzt. 1971 nahm die Buslinie Nezdice–Strašín–Sušice den Verkehr auf. Die neue Straße nach Věštín entstand 1977. Am 1. Juli 1978 wurde Maleč eingemeindet. Zwischen 1983 und 1990 erfolgte eine Rekonstruktion und Modernisierung der Schule. 1996 brach im Kulturhaus ein Brand aus. Die Gemeinde trat 1999 der Mikroregion Centrální Šumava bei. Seit dem 9. Juni 2004 führt Strašín ein Wappen und Banner. Im Jahre 2004 lebten in der Gemeinde 360 Personen.

## Gemeindegliederung
Die Gemeinde Strašín besteht aus den Ortsteilen Maleč (Maletsch), Nahořánky (Nahorschan), Strašín (Straschin), Věštín (Wieschtin) und Zuklín (Zuklin). Grundsiedlungseinheiten sind Lazny, auch Lazna genannt (Lasan), Maleč, Nahořánky, Strašín, Věštín und Zuklín. Zu Strašín gehören außerdem die Siedlungen Na Volešku und Na Veselíčku sowie die Einschichten Biskup, Hrbeček, Na Bludné, Na Buku, Obnoží, Podzuklín, Růždí, U Biskupa, U Studničky und V Aleji.
Das Gemeindegebiet gliedert sich in die Katastralbezirke Maleč, Nahořánky, Strašín u Sušice und Zuklín.

## Sehenswürdigkeiten
- Wallfahrtskirche Mariä Geburt mit Kreuzweg, Pfarrhaus und ehemaliger Friedhofskapelle St. Barbara, südwestlich von Strašín im Pfarrwald auf dem Hügel Hůrka über der Einmündung des Zábrdský potok in den Zuklínský potok. Sie entstand in der ersten Hälfte des 13. Jahrhunderts und ist seit 1254 nachweislich. Im Jahre 1443 ließ Puta von Fels auf Raby die Wallfahrtskirche im gotischen Stil erneuern und mit einer neuen Marienstatue versehen. In der zweiten Hälfte des 16. Jahrhunderts, als der „Böhmerwaldapostel“ Martin Rezek Strakonický als Pfarrer in Strašín wirkte, wird von mehreren wundertätigen Heilungen von Augenleiden in Strašín berichtet, dadurch erfuhren die Wallfahrten zur Jungfrau Maria von Strašín (Madona Strašínská) einen großen Zulauf. Als 1678 in Schüttenhofen die Pest ausgebrochen war, erfolgte die größte Prozession nach Strašín. An dem zwischen 1674 und 1690 angelegten Marienpilgerweg Via Sancta von Prag nach Stará Boleslav wurde die 38. der 44 Kapellen der Jungfrau Maria von Strašín geweiht; die Strašenská kaple steht bei Dřevčice. Zwischen 1736 und 1739 erfolgte durch den Pfarrer Thomas Waniek ein barocker Umbau auf eigene Kosten. Östlich neben der Kirche wurde in den Jahren 1754–1756 ein neues Pfarrhaus errichtet. Nachdem die Wallfahrten seit den Josephinischen Reformen zum Erliegen gekommen waren, gründete sich 1879 eine Bruderschaft zu Ehren des Allerheiligsten Altarsakraments, um die Tradition wiederzubeleben. Zu Beginn des 20. Jahrhunderts entstand auf Initiative des Priesters Jan Mottl ein Verein der Freunde der Wallfahrtskirche der Jungfrau Maria in Strašín. Durch die Nähe weiterer Wallfahrtskirchen auf dem Schutzengelberg bei Schüttenhofen, St. Felix in Schüttenhofen, Mariä Himmelfahrt bei Nesamislitz und Maria Schnee in Bergreichenstein erlangten die Strašíner Wallfahrten nur noch regionale Bedeutung.
- steinerner Brunnen vor der Chaluppe Nr. 29 auf dem Dorfplatz von Strašín, er befand sich ursprünglich in Žichovice und wurde 1853 von der Gemeinde Strašín gekauft. Seit 2004 ist er als Denkmal geschützt.
- Gezimmerte Chaluppe Nr. 29 U Rathauskejch in der Mitte des Dorfplatzes von Strašín, sie ist als Denkmal geschützt
- Denkmal für die Gefallenen des Ersten Weltkrieges im Park am Gemeindeamt von Strašín, es wurde 1924 auf dem neuen Friedhof errichtet und 1965 an seinen heutigen Standort umgesetzt.
- Burgstall Hrad u Strašína auf dem Na výškách bei Lazny. Die Burg wurde wahrscheinlich in der zweiten Hälfte des 13. Jahrhunderts als Schutzburg der Witigonen erbaut. Vermutlich wurde sie wegen des Verkaufs des Gutes Strašín durch Witiko II. nie vollendet. Ein Name der Burg ist nicht überliefert, bei Sommer wird sie jedoch mit Kroholetz, auch Gunthery-Hain bezeichnet.[8] Erhalten sind eine 0,8 m hohe Trockenmauer sowie Reste eines Grabens und Walles.
- Naturdenkmal Strašínská jeskyně (Straschiner Höhle), nordwestlich von Strašín
- Naturdenkmal Mrazové srázy u Lazen, südöstlich von Lazny am Na výškách
- Kapelle der hl. Anna in Maleč
- Kapelle in Nahořánky

## Persönlichkeiten

### In Strašín lebten und wirkten
- Martin Rezek Strakonický, er wirkte von 1550 bis 1582 als Pfarrer in Strašín. Der auch als „Böhmerwaldapostel“ bezeichnete Geistliche setzte sich in der Region für die Aufrechterhaltung des katholischen Glaubens ein und führte ein Leben im Sinne der ersten christlichen Apostel unter Nichtachtung aller irdischer Bequemlichkeiten und Güter. Er bewohnte eine Einsiedelei neben der Kirche und vermietete das Pfarrhaus einem Bauern, der ihm dafür lediglich Nahrung gewähren sollte.
- František Daniel Merth (1915–1995), er war seit den 1970er Jahren Pfarrer in Strašín. Er ist auf dem neuen Friedhof begraben.

### Söhne und Töchter der Gemeinde
- Karel Raška (1909–1987), tschechischer Epidemiologe